# Phytosociologie synusiale
La phytosociologie synusiale intégrée est née dans les années 1980 à partir des travaux de trois chercheurs en phytosociologie : Bruno de Foucault, François Gillet et Philippe Julve.
Elle a ses racines dans les concepts développés au début du siècle par Lippmaa, Braun-Blanquet, Gams, Du Rietz, Tüxen, Raunkiaer... mais se développe sous une forme renouvelée par l'introduction de l'intégration paysagère, des concepts systémiques et structuralistes, l'apport de méthodologies précisées (analyse dynamique, architecturale, écologique...).
Cette théorie est enseignée de manière détaillée à l'Université de Neuchâtel (Suisse) et fait l'objet d'informations plus ponctuelles dans différents cursus (Université de Lille II, Fédération universitaire et polytechnique de Lille, University of East London...). Elle est également présentée chaque année, dans plusieurs stages de formation en France et en Suisse.

## Concepts de base
L'un des concepts centraux de la phytosociologie synusiale repose sur la définition des synusies végétales. Les synusies sont des communautés biologiques très homogènes du point de vue de leur structure (dynamique, formelle et architecturale) et de leur écologie. Elles regroupent des organismes de différentes espèces qui partagent à un moment donné un habitat relativement homogène vis-à-vis de leurs modes d'occupation de l'espace et d'utilisation des ressources.
Une transposition de l'étude synusiale aux communautés animales a été effectuée en prenant en compte des stratégies de nutrition (équivalente aux types biologiques des végétaux), en prenant l'exemple des synusies de mammifères de l'Est africain (Julve 1997). 
Le parallélisme concorde parfaitement, en remplaçant les facteurs affectant la biomasse végétale par les méthodes d'acquisition de nourriture, corrélées à la nature de celle-ci (herbivores, frugivores-granivores, carnivores, insectivores-planctonivores, omnivores).
Des bases croisées classes phytosociologiques - animaux sont disponibles en ligne, pour tous les groupes de vertébrés et les mollusques marins et d'eau douce. Ces bases complètent celles fournies pour les plantes à fleurs, les mousses et les algues marines.

## Code CATMINAT
CATMINAT ("Catalogue des Milieux Naturels") est un programme permanent se fixant pour objectif la description des milieux naturels de la France métropolitaine et de ses marges, dans une optique phytosociologique synusiale et hiérarchisée. Le programme se compose de trois éléments :
1) Un catalogue descriptif des unités phytosociologiques. Ce catalogue comprend une clef de détermination des 16 grands types de milieux écologiques et une clef de détermination des classes phytosociologiques.
2) Une base de données floristiques (baseflor) répertoriant plus de 6000 taxons de la flore vasculaire française, indiquant leur valeur caractéristique phytosociologique, d'éventuelles valeur différentielles, leur appartenance à un élément chorologique, leur type biologique, le type de formation végétale, l'habitat optimal (sous forme d'une phrase explicative en termes écologiques), mais également la couleur des fleurs, le mode de dissémination, de pollinisation, le type d'inflorescence, la période de floraison... et la classification complète en intégrant les données de l'APG II (2003), ainsi que les valeurs écologiques d'Ellenberg (1992), établies pour l'Allemagne. Ces valeurs seront progressivement généralisées, harmonisées et transformées pour tenir compte de la situation française. baseflor est complétée par basebryo (écologie des bryophytes d'Europe) et basealg (écologie des macroalgues marines de France).
NB : Une liaison de Catminat avec les autres systèmes de classification européens (Corine, Directive Habitats, Eur15, Paléarctique, Eunis, "Prodrome"...) est possible mais n'a été qu'en partie effectuée avec le code officiel Natura 2000(voir baseveg).
3) Une base de données végétation (baseveg) comprenant les synonymes, de toutes les unités phytosociologiques (des classes aux associations) se rencontrant en France accompagnées de leur code catminat hiérarchisé. (plus de 4 000 noms sont ainsi répertoriés dans le fichier « baseveg » des végétations composées de plantes supérieures). Les unités de végétation (syntaxons) sont décrits par des autorités dont le nom figure après le nom du groupement proprement dit. Une bibliographie générale (bibass) répertorie tous les travaux de description originale des unités phytosociologiques. Une chorologie départementale des unités phytosociologiques est proposée dans le fichier "synchorologie". Les végétations bryophytiques et macroalgales marines sont traitées dans basebryo et basealg.

### Les classes CATMINAT
Comme l'indique l'article Phytosociologie synusiale, la typologie CATMINAT (CATalogue des MIlieux NAturels) «est un programme permanent se fixant pour objectif la description des milieux naturels de la France métropolitaine et de ses marges, dans une optique phytosociologique synusiale et hiérarchisée». Elle définit 16 clefs de détermination primaires qui se déclinent en une ou plusieurs clefs secondaires.